# Марк Геренний Пицен (консул-суффект 1 года)
Марк Геренний Пицен (лат. Marcus Herennius Picens) — политический деятель эпохи ранней Римской империи.
Отцом Пицена, по всей видимости, был консул-суффект 34 года до н. э. Марк Геренний Пицен. В 1 году он занимал должность консула-суффекта. О дальнейшей его биографии нет никаких сведений.